# Саки — Севастополь (автодорога)
Автодорога Севастополь (Северная сторона) — Саки (также Евпаторийская дорога) — путь сообщения в Крыму, общей протяжённостью 50,7 км, из них 8,17 км проходит по территории города Севастополь (67К-12) и 41,9 км — по территории Республики Крым — 35К-009 (по украинской классификации Т-0104). На 2020 год — асфальтированное в два слоя (8 и 5 сантиметров) шоссе с шириной проезжей части от 7 до 9 метров (обочины с обеих сторон от 2,5 до 3,75 метров).

## История
Существовала ли непрерывная дорога от Севастопольской бухты до Гезлёва (Евпатории) во времена Крымского ханства неизвестно, но уже на карте Фёдора Чёрного 1790 года такой путь, практически совпадающий с современным, уже отмечен. Первое время участок дороги от Северной стороны до реки Бельбек совпадал с конечной частью дороги Симферополь — Севастополь: по нему дожен был проехать кортеж Екатерины II во время путешествия императрицы, в честь чего у шоссе на Северной стороне установили Екатерининскую милю. Долгое время основной тракт шёл вдоль самого берега моря на Евпаторию, оставляя Саки, которые до начала XX века оставались небольшой деревней, в стороне. Шарль Монтандон в «Путеводителе путешественника по Крыму, украшенный картами, планами, видами и виньетами…» 1833 года писал, что из Севастополя напрямую в Козлов можно добраться на любом виде экипажа. В своём путеводителе Мария Сосногорова пишет, что раньше это была почтовая дорога, но после Крымской войны статус утратила.
Военный публицист В. М. Аничков в двухтомном труде «Военно-исторические очерки Крымской экспедиции, составленные Генерального штаба капитаном Аничковым» сообщает, что высадившись 2 (12) сентября 1854 года в районе «евпаторийских озёр» (Кызыл-Яр и Богайлы), англо-французские войска двигались по этой дороге на Севастополь. Он же упоминает деревянный мост на Евпаторийской дороге через Альму в деревне Бурлюк, у которого развернулись главные действия сражения на Альме, поскольку здесь дорога по пологой лощине поднималась на высокий обрывистый берег. Мост  был разрушен русскими сапёрами под вражеским огнём за 32 минуты
Как просёлочная дорога из Евпатории в Севастополь значится в «Списке населённых мест Таврической губернии по сведениям 1864 года». В путеводителе Сосногоровой 1871 года описана ровная и совершенно удобная большая просёлочная дорога., по которой  Альму пересекали в брод. Далее, по сторонам дороги "...почти от самого Бурлюка виднеются везде виноградники, зеленеют сады". Через Бельбек дорога шла по мосту "почти у самого устья" и в 4 верстах от Северной стороны выходила на "большую севастопольскую дорогу". В «Практическом путеводителе по Крыму» Анны Москвич 1889 года утверждается, что дорога ранее была почтовым трактом, но к означенному году он был упразднён.
Время появления дороги в современном состоянии пока не установлено — видимо, это происходило постепенно: на двухкилометровой карте 1942 года она ещё пролегала вдоль берега моря, а у озера Богайлы раздваивалась (на Саки и Евпаторию); на карте 1947 года трасса почти такая, как сейчас, с двумя небольшими отличиями: на юге проходила через посёлок Кача и на севере выходила к мосту через Сакское озеро и лишь к 1970 году обретает современный вид. Время укладки асфальта пока точно не установлено — судя по картам, в 1970 году на некоторых участках он уже был, на 1976 год дорога шла прямо в Саки. Полностью покрыта асфальтом к 1984 году, тогда же был построен выезд на шоссе Симферополь — Евпатория. 25 ноября 2019 года был полностью закончен ремонт участка Саки — Орловка.